# Trinidad és Tobagó-i labdarúgó-szövetség
Trinidad és Tobagó-i labdarúgó-szövetség (Angolul Trinidad and Tobago Football Federation [TTFF])

## Történelme
A spanyol lakosok közreműködésével 1908-ban alapították. A Nemzetközi Labdarúgó-szövetségnek (FIFA) 1963-tól tagja. 1962-től az Észak- és Közép-amerikai, Karibi Labdarúgó-szövetségek Konföderációja (CONCACAF) tagja. Fő feladata a nemzetközi kapcsolatokon kívül, a  Trinidad és Tobagó-i labdarúgó-válogatott férfi és női ágának, a korosztályos válogatottak illetve a nemzeti bajnokság szervezése, irányítása. A működést biztosító bizottságai közül a Játékvezető Bizottság (JB) felelős a játékvezetők utánpótlásáért, elméleti (teszt) és cooper (fizikai) képzéséért.